# Château de Béduer
 (novembre 2022).
Si vous disposez d'ouvrages ou d'articles de référence ou si vous connaissez des sites web de qualité traitant du thème abordé ici, merci de compléter l'article en donnant les références utiles à sa vérifiabilité et en les liant à la section « Notes et références ».
Le château de Béduer est un château féodal construit à partir du XIIIe siècle pour ses parties les plus anciennes, modifié jusqu'au XVIIIe siècle pour les logis, situé à Béduer, dans le Lot. Du château des Barasc perché sur un coteau, il ne subsiste qu'un donjon de tradition romane et une tour restaurés.

## Histoire

### La famille de Barasc
Le fief de Béduer est aux Barasc depuis le Xe siècle et restera dans cette famille jusqu'au XVIe siècle. 
Le premier membre de la famille connu est Dieudonné Ier Barasc, né vers 1030, mort en 1085. Son fils Pierre Ier Barasc, né vers 1055, mort après 1096, croisé en 1096, il meurt en Terre Sainte. Pierre II Barasc, né vers 1080, père de Guiraud Barasc (vers 1110-vers 1150). 
Suit Arnaud Ier de Barasc (1140-1193), marié avec Aygline, seigneur de Béduer, attesté en 1181 dans le cartulaire de l'abbaye d'Aubazine, en compagnie de Frotad de Thémines, et en 1193 dans l'acte de cession de Rocamadour aux moines de Tulle par l'abbaye Saint-Pierre de Marcilhac-sur-Célé. 
Puis Arnaud II, dit Dorde, de Barasc (vers 1165-vers 1231), seigneur de Béduer, Lissac et Poujoule, marié vers 1194 avec Uga de Montbrun (1170-1256), et son frère Déodat de Barasc (vers 1170-après 1195). Arnaud II rend hommage à Simon de Montfort, le 12 juin 1214, il renie son hommage et défend Raymond de Toulouse, en 1219, et fonde l'hôpital et le monastère de Poujoulat en 1230. Au sommet de la gloire locale des Barasc, Béduer n'est qu'un des onze châteaux que possède cette famille.
À la mort d'Arnaud II et de son frère, leurs quatre fils se partagent les possessions. Dieudonné II, dit Dorde, de Barasc (1195-1256), marié à Sibylle de Panat (1215 - 1268), seigneur de Montbrun, Cabrerets, Lissac, Larnagol, avec des possessions en Rouergue, Arnaud III de Barasc (1215-1268), seigneur de Béduer et de Gréalou et de Calcomier, Guéraud de Barasc (1200-1256), évêque de Cahors en 1236. Guillaume Ier de Barasc (né vers 1195-mort avant 1275), fils de Déodat, seigneur de Montbrun, seigneur de Reyrevignes et co-seigneur d'Assier. 
Suit Arnaud IV de Barasc (vers 1235-1277) 

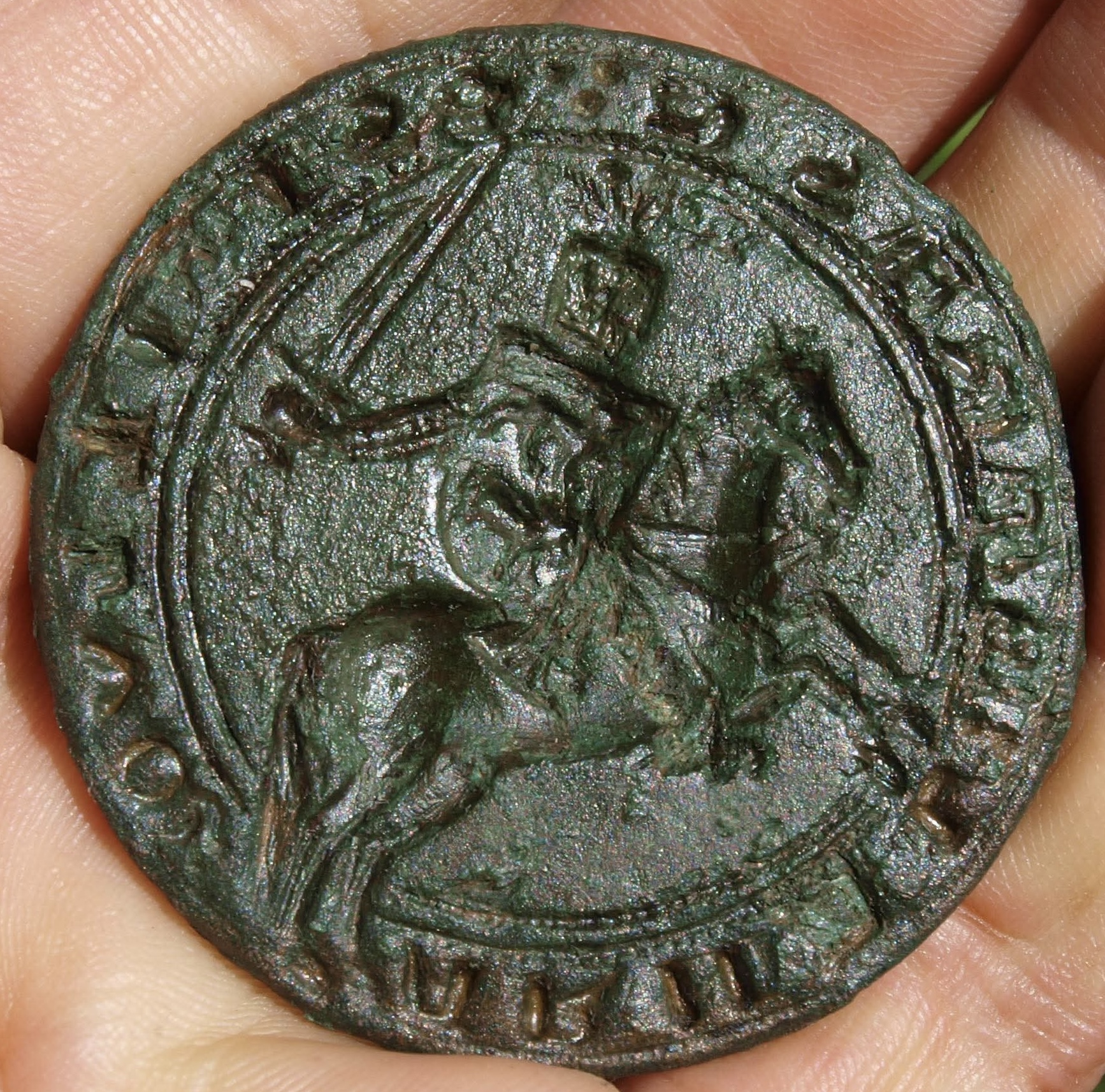

marié vers 1260 à Guillemette de Luzech, seigneur de Béduer et de Gréalou, il donne ou renouvelle, en 1277, les coutumes de Béduer formé par les paroisses Saint-Pierre et Saint-Étienne. Puis, Arnaud V de Barasc (né vers 1268), marié avec Agnès de Melun (1280 - 1328), baron de Béduer, chevalier, seigneur de Gréalou et Sainte-Néboule, co-seigneur de Montbrun. Il part en guerre dans les Flandres et teste en 1315-1316. Arnaud VI de Barasc (vers 1300-après 1346) marié à Isabelle de Castelnau, seigneur de Béduer, suivi de son fils Arnaud VII de Barasc (vers 1325-1368), seigneur de Béduer, marié vers 1340 à Marguerite de Cardaillac, puis son fils Déodat V de Barasc (1355-1434), marié en 1388 à Catherine de Cruéjouls, seigneur de Béduer, co-seigneur de Lacapelle-Marival, ensuite Dieudonné VI de Barasc (vers 1400-1465), marié en 1420 à Antonia de Gimel, puis Dieudonné VII de Barasc (vers 1427-1489), seigneur de Béduer et Gréalou, marié en 1457 à Claude de Balzac d'Entraygues, puis leur fils François de Barasc (mort vers 1507), seigneur de Béduer, marié avec Catherine de Barjac, suit Jean de Barsac, marié en secondes noces avec Marie de Pompadour, d'où Dieudonné VIII de Barsac, marié à Béraude huguenote de Ferrières, mort en 1559 à Lusignan en combattant les protestants, c'est le dernier Barasc seigneur de Béduer.

### Famille de Lostanges
Après une série de conflits, la seigneurie de Béduer devient en 1594 la propriété de Jean de  fortune Narbonès. Il s'était marié en 1568 avec Jeanne de Luzech. Après la mort de Jean de Narbonès, Jeanne de Luzech (décédée en 1610) s'est remariée vers 1600 avec Louis François de Lostanges (1580-mort avant 1618), seigneur de Saint-Alvère, devient baron de Béduer. Louis François de Lostanges se remarie en 1610 avec Jeanne de Marqueyssac de Saint-Pantaly (1589-1643), dame de Saint-Pantaly et d'Ans, baronne de Bruzac. Leur fils, Jean Louis de Lostanges, comte de Béduer, marié à Françoise de Gourdon de Genouillac, puis François Louis de Lostanges (mort en 1692), marquis de Béduer.
La famille de Lostanges est restée seigneur de Béduer jusqu'à la Révolution. Henri de Lostanges a été le dernier gouverneur et sénéchal de Quercy. Homme affable, il a évité la destruction du château.
Les Lostanges résidant peu au château, ils le vendent en 1874 aux sœurs de la Sainte-Famille qui y ont ouvert une école pour les enfants du village. Ne pouvant en assumer la charge financière, les moniales cédèrent le château aux Lostanges qui l'ont vendu en 1886 aux Colrat de Montrozier.

### Maurice Fenaille
Maurice Fenaille s'est marié en 1887 avec la plus jeune fille de la famille. Ayant fait fortune dans l'industrie pétrolière, il va consacrer une partie de sa fortune à sauver le château de Montal. Maurice Fenaille a acheté le château de Béduer à son beau-père en 1911 et a entrepris de le restaurer. À la mort de Maurice Fenaille, sa veuve vendit le château, en 1939, à une femme de lettres, Jeanne Loviton, mieux connue sous son nom de plume, Jean Voilier.

## Architecture
Du château médiéval, cependant, il ne reste pas grand-chose : la tour arasée du XIIIe siècle est le vestige le plus considérable après l'une importante opération de rénovation menée au XVIIe siècle[réf. souhaitée]. Puis le château fut propriété de la famille de Lostanges.
Le donjon sans contreforts avait une hauteur de 60 m et n'a pu être sauvé à la Révolution qu'en diminuant sa hauteur d'une vingtaine de mètres. Il en subsiste le rez-de-chaussée qui n'avait aucune ouverture à l'origine, surmonté de deux salles. La première est percée de meurtrières, la seconde a une fenêtre ternée sous un arc de décharge.

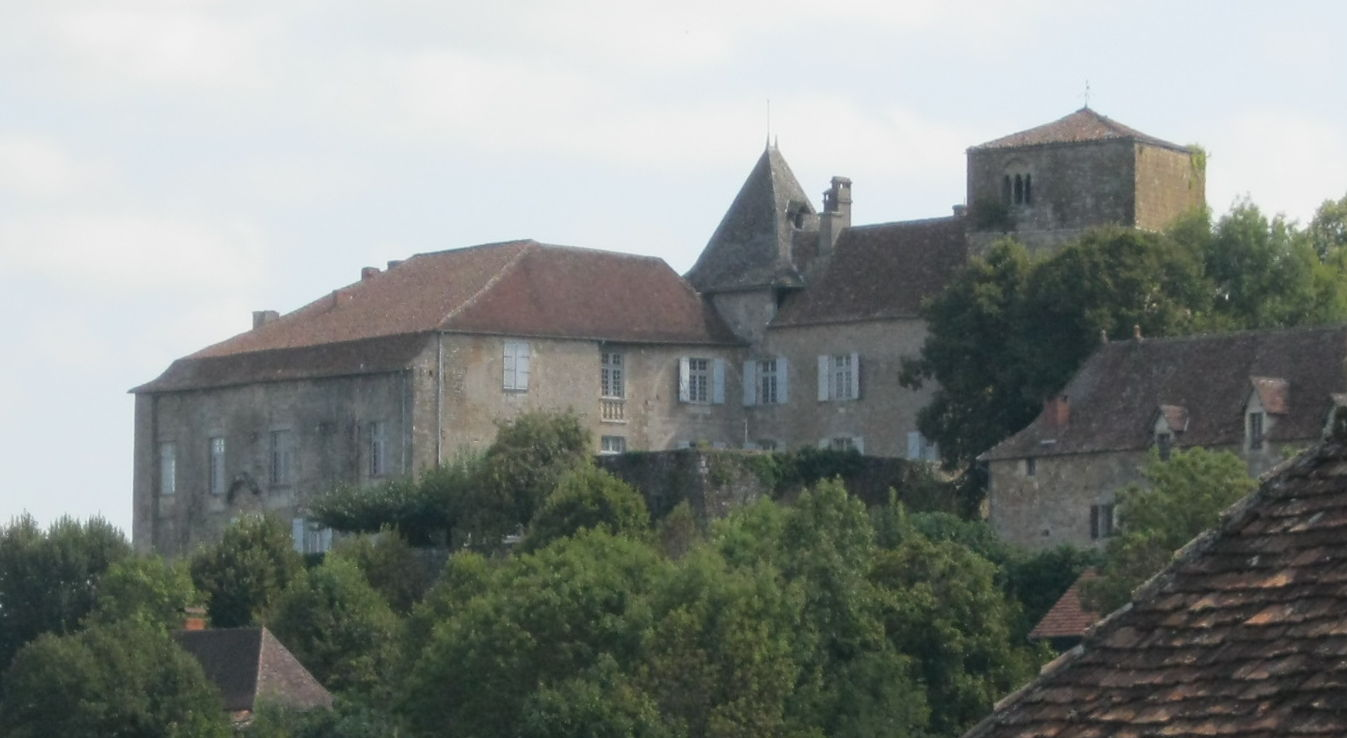
Le château de Béduer vu de l'église.

L'ensemble des logis a été modifié ou construit au XVIIe siècle. Ils entourent une cour ouvrant sur la vallée du Célé. La façade sud conserve les éléments les plus anciens de l'édifice, le donjon et l'ancien beffroi à droite de l'entrée. On accède à la cour par un portail qui porte les traces de l'ancien pont-levis. Au-dessus se trouvent des armoiries. À l'intérieur, on peut voir l'ancienne cuisine et la grande salle où se sont réunis, trois fois, les États généraux du Quercy au XIVe siècle avec une belle cheminée du XVe siècle sur laquelle sont sculptés les blasons de Dieudonné de Barasc et d'Antonia de Gimel, de son fils Dieudonné et de Claude de Balzac, son épouse. Le plafond de la salle est décoré de poutres polychromes.
Le porche d'entrée est à bossage. Ce porche et les façades ainsi que la toiture du donjon ont été inscrits aux monuments historiques le 25 juillet 1973.